# مضاعف (2-ميثوكسي إيثيل) الإيثر
مضاعف (2-ميثوكسي إيثيل) الإيثر عبارة عن مركب عضوي له الصيغة المجملة C6H14O3. ينتمي المركب إلى الإيثرات كما يشير الاسم، وهو إيثر ثنائي إيثيلين غليكول. يعد المركب من المذيبات العضوية المعروفة، وهو سائل شفاف عديم اللون. يسمى المركب أيضاً باسم ديغلايم (Diglyme)، وهي نحت من diglycol methyl ether، أي ثنائي غليكول ميثيل الإيثر.

## الخصائص
- يمتزج الديغلايم المركب مع الماء، كما يمتزج مع الكحولات وثنائي إيثيل الإيثر والمذيبات الهيدروكربونية.
- يمتاز المركب بارتفاع نقطة غليانه نسبياً بالمقارنة مع المحلات العضوية الأخرى حيث تبلغ 160°س، كما يمتاز بثباتيته، حتى في أوساط ذات قيمة أس هيدروجيني مرتفعة، مما يجعله مذيباً ممتازاً للتفاعلات التي تتطلب درجات حرارة مرتفعة، وللتي تتطلب وسطاً قاعدياً.

## الاستعمالات

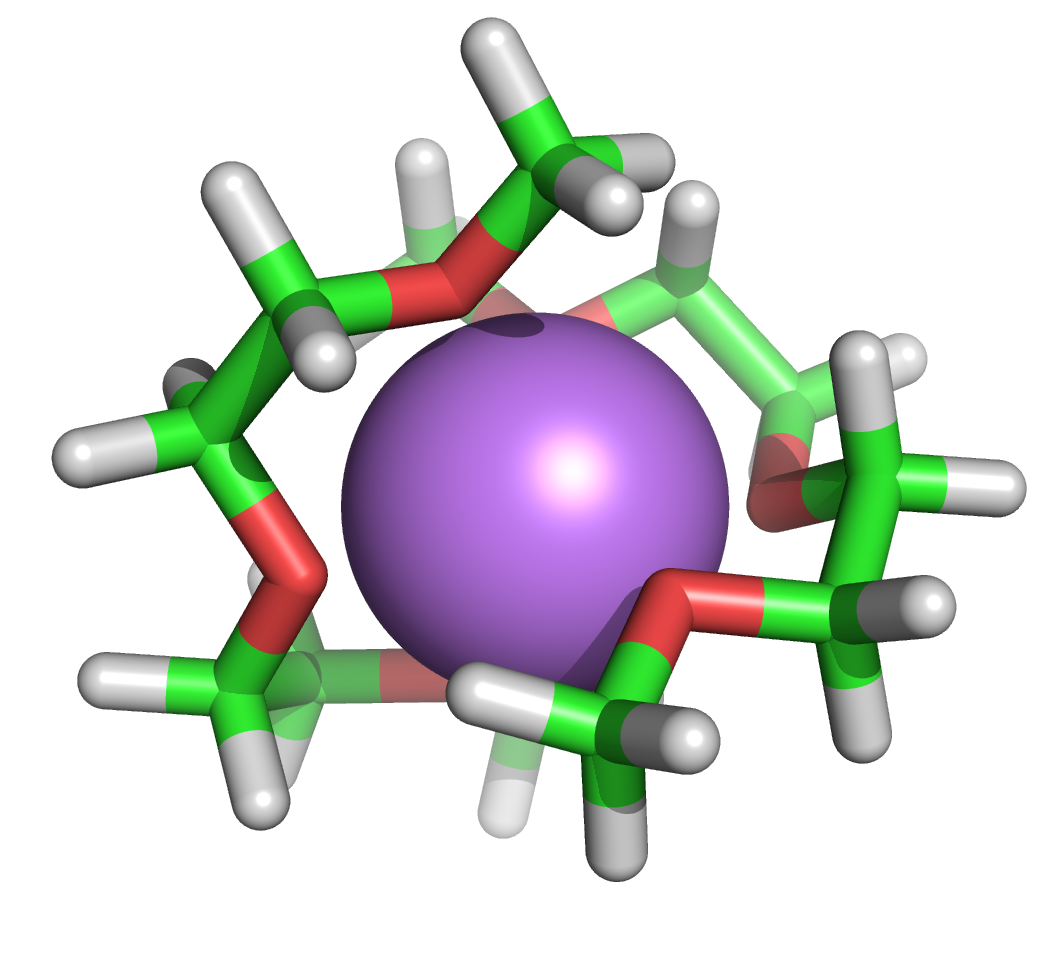
تمخلب مركب الديغلايم على أيون ليثيوم

يستعمل الديغلايم بشكل رئيسي كمذيب في التفاعلات العضوية، خاصة أن لديه القدرة على التمخلب مع الأيونات الموجبة (الكاتيونات) الصغيرة، مما يجعل الأيونات السالبة المرتبطة معها أكثر فعالية. جرى تطبيق ذلك في التفاعلات الحاوية على كواشف عضوية فلزية مثل تفاعل غرينيار أو اختزال هيدريد الفلز، حيث وجد أن التفاعل أصبح لديه معدل سرعة أفضل بكثير.
يستعمل الديغلايم كمحل في تفاعل أكسدة هيدروبورونية مع ثنائي البوران. 

## اقرأ أيضاً
- ثنائي ميثوكسي الإيثان
- تتراكسيتان